# Inga salzmanniana
Inga salzmanniana är en ärtväxtart som beskrevs av George Bentham. Inga salzmanniana ingår i släktet Inga och familjen ärtväxter. Inga underarter finns listade i Catalogue of Life.